# Собор Святого Лаврентия (Альба)
Собор Святого Лаврентия (итал. Cattedrale di San Lorenzo) — кафедральный собор в Альбе, посвящён святому покровителю города.
Собор начался строиться с первой половины XII века из красного кирпича, предположительно, на месте руин здания римской эпохи. В начале церковь возводилась в романском стиле, но в поздних элементах преобладает ломбардский готический стиль. Достроен собор был в 1486 году, но работы продолжались и после. В 1512 году хор был украшен деревянной резьбой Бернардино Фоссати. В 1626 году здание было повреждено землетрясением и было восстановлено лишь к 1652 году. В XIX веке была проведена реконструкция собора Святого Лаврентия.
В 2007 году при реставрационных работах в бывшем пространстве баптистерия было обнаружено около 100 захоронений XVI—XVIII вв, большинство из которых — детские.